# Difamació
La difamació  és l'acte de dir mal d'una persona, grup o entitat, cercant de fer mal al seu bon nom o la seva honor, dignitat o reputació. En dret penal és un delicte contra les persones (físiques o morals) i una infracció. A més de ser punible, en dret civil es pot demanar indemnització per als danys morals o materials causats per difamació.
En dret es fa de vegades una diferència d'un costat entre l'insult, una agressió verbal sovint impulsiva, emès en una forma efímera, sobretot de forma parlada i de l'altre costat la difamació (en dret anglosaxó libel) per declaracions danyoses en la premsa i altres mitjans de comunicació permanents. Dins dels delictes contra l'honor, el codi penal d'Andorra diferència entre calúmnia, difamació i injúria. La publicitat per qualsevol mitjà pot ser un factor agreujant. El perdó per la persona ofesa posa fi a la responsabilitat criminal. El codi penal de l'Estat espanyol del 1995 només defineix la calúmnia (difundir informació falsa o mentidera) i la injúria (insult) com els dos delictes contra l'honor. En cas de publicitat, el propietari del mitjà comparteix la responsabilitat penal i civil. Per perseguir delictes d'injúria i calúmnia, la llei espanyola requereix que l'ofès presenti una querella.